# 진안성당 어은공소
진안성당 어은공소(鎭安聖堂 魚隱公所)은 대한민국 전북특별자치도 진안군 진안읍에 있는 일제강점기의 건축물이다. 2002년 5월 31일 대한민국의 국가등록문화재 제28호로 지정되었다.

## 개요
이 건물은 천주교 박해로 인해 교도들이 각지에 흩어져 살면서 자연적으로 성립된 교우촌의 하나로 본격적인 성당건축이 이루어지기 전의 형식을 띠고 있다. 외부는 전통가옥의 형식을 따르고 있으나 실내평면이 전통 평면양식과는 전혀 다른 건물에의 진입방식이나 내부공간의 형식에 있어서 집회공간의 기능이 건물 평면에 나타나는 보기 드문 구조이다.

## 같이 보기
- 진안성당

## 참고 자료
- 진안성당 어은공소 - 국가유산청 국가유산포털